# Saint-Étienne-sur-Chalaronne
Saint-Étienne-sur-Chalaronne ist eine französische Gemeinde mit 1625 Einwohnern (Stand 1. Januar 2022) im Département Ain in der Region Auvergne-Rhône-Alpes. Sie gehört zum Kanton Châtillon-sur-Chalaronne im Arrondissement Bourg-en-Bresse.

## Geographie

### Lage
Die Gemeinde Saint-Étienne-sur-Chalaronne liegt auf 195 m, etwa 29 Kilometer westsüdwestlich der Präfektur Bourg-en-Bresse, 43 Kilometer nördlich der Stadt Lyon und 17 Kilometer Luftlinie südlich der Stadt Mâcon. Das Dorf erstreckt sich in der Landschaft und historischen Provinz Dombes an den Ufern der Chalaronne, einem Nebenfluss der Saône.

### Topographie
Die Fläche des 20,99 km²  großen Gemeindegebiets umfasst einen Abschnitt am Unterlauf der Chalaronne an einer Stelle, an der sich ihre Taleintiefung in die breite Ebene der Saône öffnet. Die Taleintiefung besteht aus einem etwa ein Kilometer breiten Boden, der zwischen 30 und 50 m unterhalb der umliegenden Hügellandschaft liegt. Diese Landschaft ist Teil des Bresse-Saône-Grabens zwischen dem Jura und nördlichem Zentralmassiv und liegt am Übergang zwischen den Dombes und der Bresse. Zuflüsse aus den Anhöhen rechts und links der Chalaronne entwässern das Gemeindegebiet, darunter im Bereich des Ortskerns die Bäche Ruisseau du Bourg und die Glenne sowie der Merdelon unterhalb des Ortskerns. Am Westrand der Gemeinde zweigt von der Chalaronne an einem Wehr die im Mittelalter angelegte Kanalhaltung Les Échudes ab, über die in den vergangenen Jahrhunderten talabwärts eine Reihe von Mühlen angetrieben und Felder bewässert wurden. Bei Valeins am Südrand der Gemeinde wird mit 261 m ihre höchste Erhebung verzeichnet. Der Gemeindeboden wird hauptsächlich landwirtschaftlich genutzt (zu 46 % durch Felder, zu 35 % durch Wiesen und 7 % sonstige). Wälder nehmen noch etwa 9 % der Gemeindefläche ein.

### Nachbargemeinden
Umgeben ist Saint-Étienne-sur-Chalaronne von den Nachbargemeinden Illiat im Norden, L’Abergement-Clémenciat und Dompierre-sur-Chalaronne im Osten, Baneins und Valeins im Süden, Peyzieux-sur-Saône und Mogneneins im Westen sowie Saint-Didier-sur-Chalaronne im Nordwesten.

### Gemeindegliederung
Zu Saint-Étienne-sur-Chalaronne gehören neben dem eigentlichen Ortskern auch mehrere Weilersiedlungen und Gehöfte, darunter:
- Les Humberts (216 m) im Norden der Gemeinde,
- Barbarel (225 m) auf einer Anhöhe oberhalb des Baches Glenne,
- Ville Sollier (220 m) Neubausiedlung auf einem Höhenrücken zwischen Glenne und Chalaronne,
- Le Moine (200 m) und Collonge (230 m) als südliche Erweiterungen des Dorfkerns,
- Graboz (230 m) und Mont Popier (250 m) im Südosten der Gemeinde.

## Geschichte
Im Mittelalter um das Jahr 1250 wurde Saint-Étienne zum ersten Mal als Standort einer Kirche erwähnt (Ecclesia Sancti Stephani de Chalaronna). Wenige Hundert Meter entfernt in Beaumont existierte ab spätestens 1330 auf einer Motte der Sitz einer kleinen Herrschaft. Diese und der Ort Saint-Étienne-sur-Chalaronne gehörten im Mittelalter und im Ancien Régime zur Kastellanei Thoissey und waren Teil des Fürstentums Dombes.
In der Verwaltungsgliederung nach der Französischen Revolution gehörte Saint-Étienne-sur-Chalaronne zum 2015 aufgelösten Kanton Thoissey und bis 1926 zum Arrondissement Trévoux. Nach dessen Auflösung wurde die Gemeinde dem Arrondissement Bourg-en-Bresse zugeordnet.

### Bevölkerungsentwicklung
| Jahr                       | 1962 | 1968 | 1975 | 1982 | 1990 | 1999 | 2006 | 2012 | 2021 |
| -------------------------- | ---- | ---- | ---- | ---- | ---- | ---- | ---- | ---- | ---- |
| Einwohner                  | 863  | 878  | 828  | 808  | 1037 | 1179 | 1371 | 1490 | 1613 |
| Quellen: Cassini und INSEE |      |      |      |      |      |      |      |      |      |

Mit 1625 Einwohnern (Stand 1. Januar 2022) gehört Saint-Étienne-sur-Chalaronne zu den kleineren Gemeinden des Départements Ain. Im 19. Jahrhundert stieg die Einwohnerzahl zunächst an von 1294 auf den Höchststand von 1639 Einwohnern, der 1851 verzeichnet wurde. Danach setzte eine kontinuierliche Bevölkerungsabnahme ein, die bis in die 1980er Jahre anhielt. Erst danach wurde wieder eine starke Bevölkerungszunahme verzeichnet.

## Wirtschaft und Infrastruktur
Saint-Étienne-sur-Chalaronne ist bis heute ein vorwiegend durch die Landwirtschaft geprägtes Dorf. Es sind rund zwei Dutzend Betriebe aktiv vorwiegend in den Bereichen Feld- und Viehwirtschaft. Daneben gibt es heute verschiedene Betriebe des lokalen Kleingewerbes. Mittlerweile hat sich das Dorf auch zu einer Wohngemeinde entwickelt. Viele Erwerbstätige sind Wegpendler, die zu etwa gleichen Anteilen im Raum Bourg-en-Bresse und in den größeren Ortschaften des Départements Rhône ihrer Arbeit nachgehen.
Die Ortschaft liegt abseits der größeren Durchgangsstraßen an einer Departementsstraße, die von Châtillon-sur-Chalaronne entlang der Chalaronne nach Thoissey führt. Weitere Straßenverbindungen bestehen mit den Nachbardörfern Baneins, Valeins und Mogneneins. Der nächste Autobahnanschluss an die Autoroute A6 befindet sich in rund 15 Kilometer Entfernung in Belleville.
Die Schnellfahrstrecke LGV Sud-Est durchquert das Gemeindegebiet, der nächstgelegene Bahnhof liegt dagegen in Belleville an der Bahnstrecke Paris–Marseille. Als Flughafen in der Region kommt Lyon-St-Exupéry (63 Kilometer) in Frage.

### Bildung
In Saint-Étienne-sur-Chalaronne befindet sich eine staatliche école primaire (Grundschule mit eingegliederter Vorschule).

## Sehenswürdigkeiten
- Auf einem Geländevorsprung oberhalb der Chalaronne nordwestlich des Ortskerns liegt das Château de Beaumont. Von 1330 bis 1853 stand an dieser Stelle die auf einer hochmittelalterlichen Motte errichtete Burg und der Sitz des Lehens von Saint-Étienne. Die Burg wurde im Zeitraum 1853–1865 abgerissen und durch das heutige Gebäude ersetzt, und die Stallungen wurden auf den Grundrissen der ehemaligen Wirtschaftsgebäude errichtet. Reste eines mit Pferdekraft betriebenen Brunnens sowie eine Schmiedewerkstatt und ein Taubenhaus sind erhalten. Das Château ist in seiner Gesamtheit als Monument historique eingeschrieben.[7]
- Das Château de Saint Martin erhebt sich gegenüber von Beaumont auf den Hängen der Chalaronne. Es stammt aus dem Jahr 1818 und ist von einem kleinen Park umgeben.
- Die Kirche Saint-Étienne ist ein Bau aus dem 18. Jahrhundert und ersetzte eine Kapelle, die von einer Flut der Chalaronne mitgerissen worden war.[8]
- Im Weiler Saint-Blaise steht eine Kapelle aus der Mitte des 19. Jahrhunderts.
- Entlang der Chalaronne stehen mehrere Mühlen, die bis zur Mitte des 20. Jahrhunderts ihre Arbeit verrichteten.[8]
- Lavoir (ehemaliges öffentliches Waschhaus)

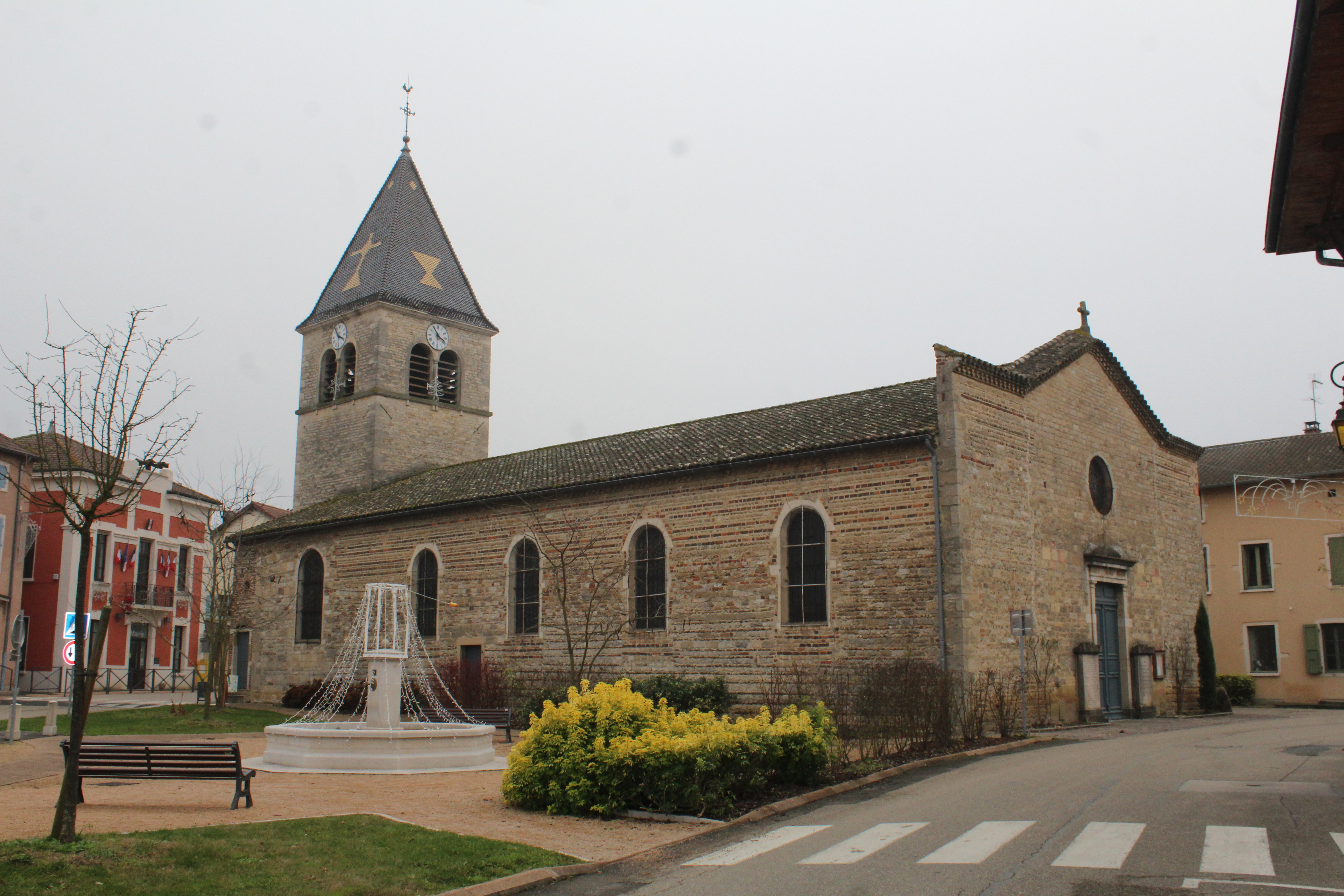
Kirche Saint-Étienne
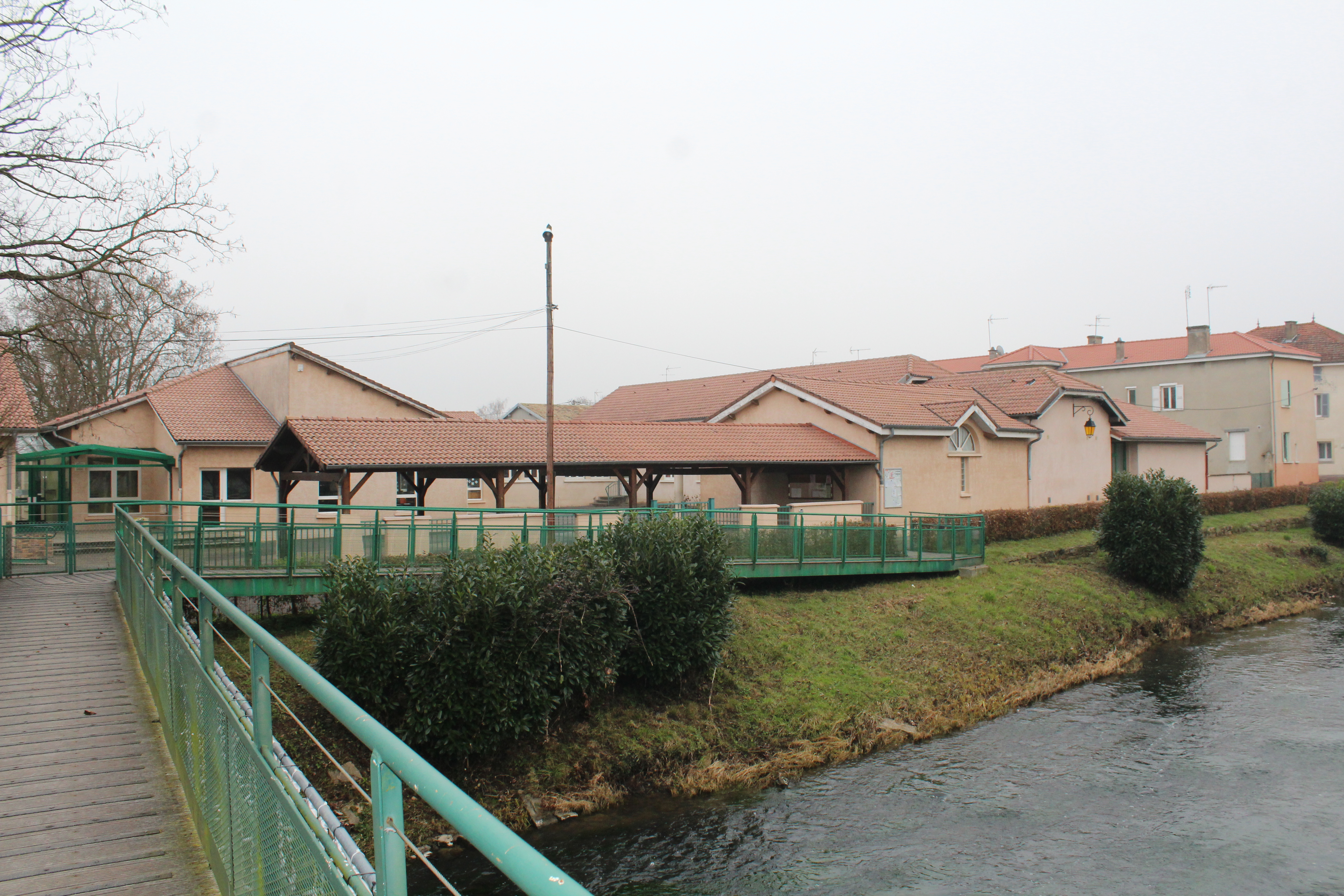
Schule
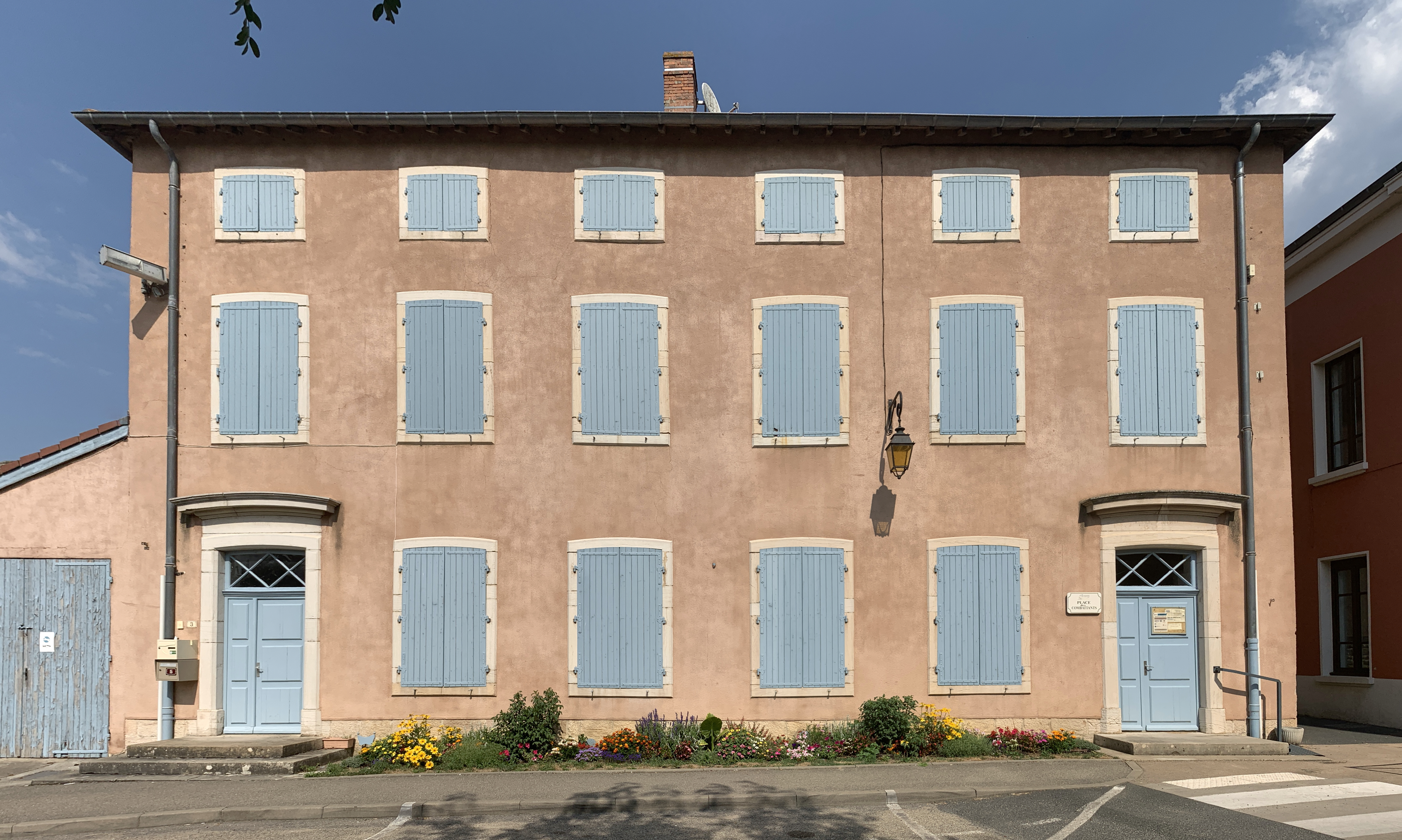
Bibliothek
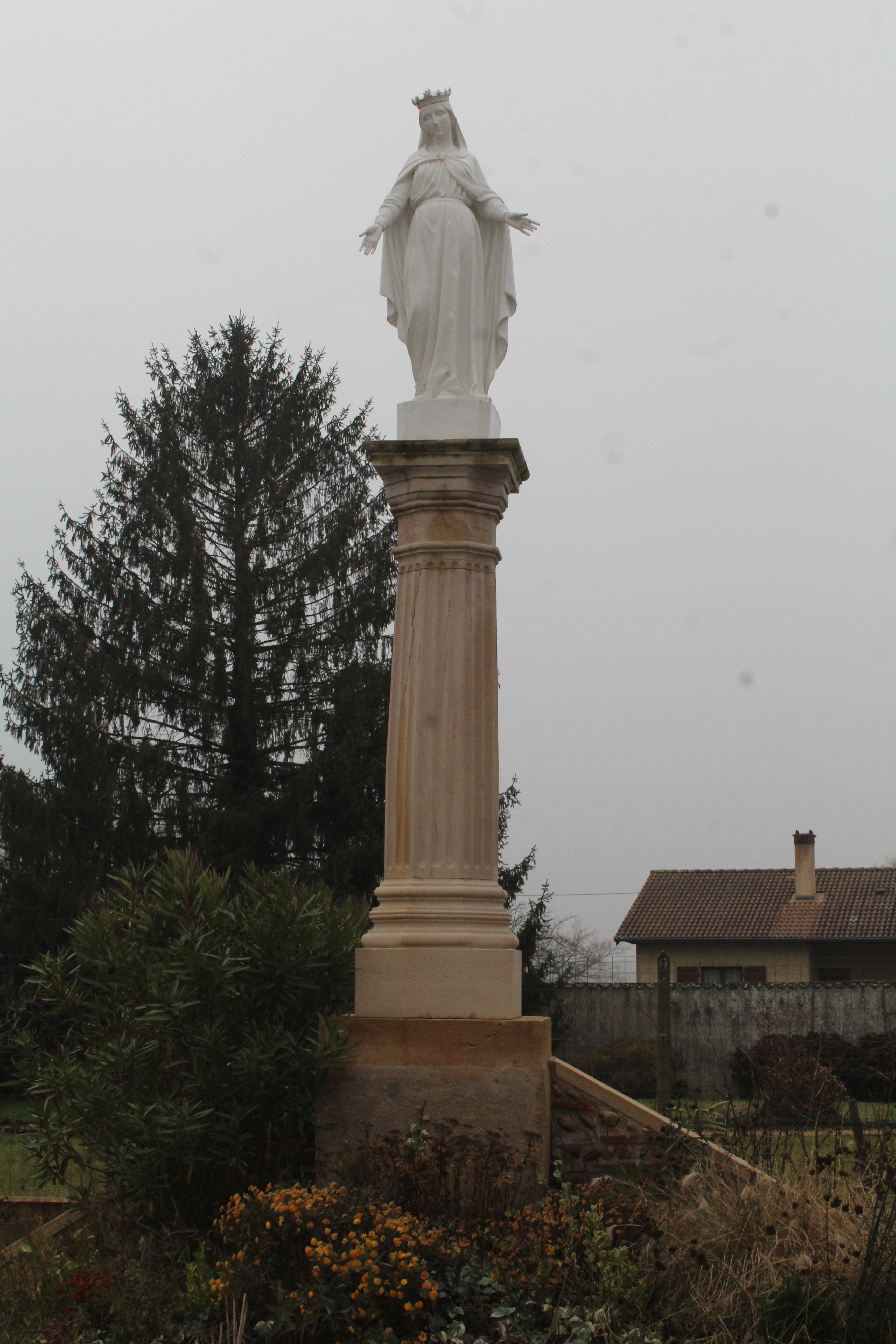
Marienstatue
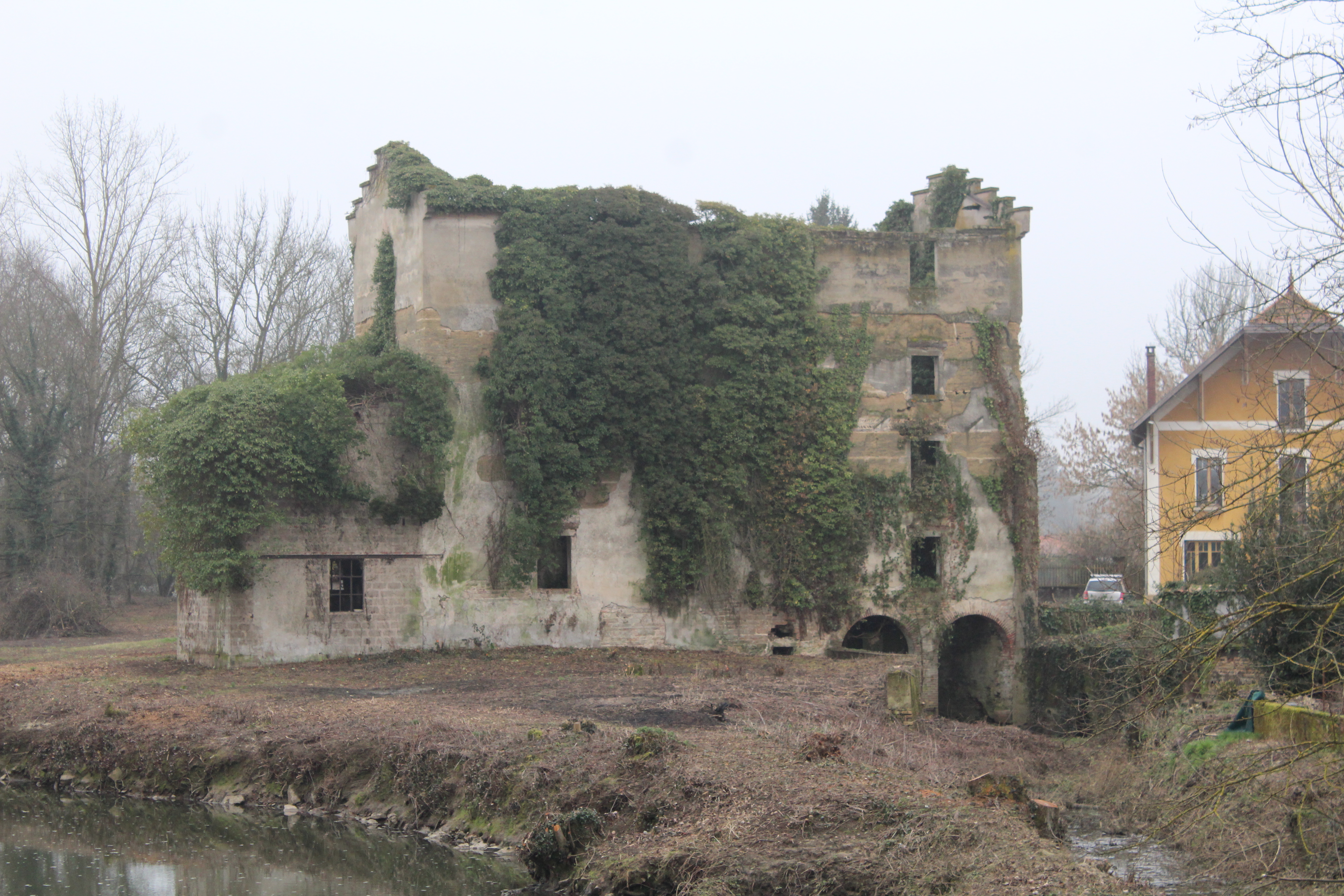
Ehemalige Wassermühle Moulin du Bourg
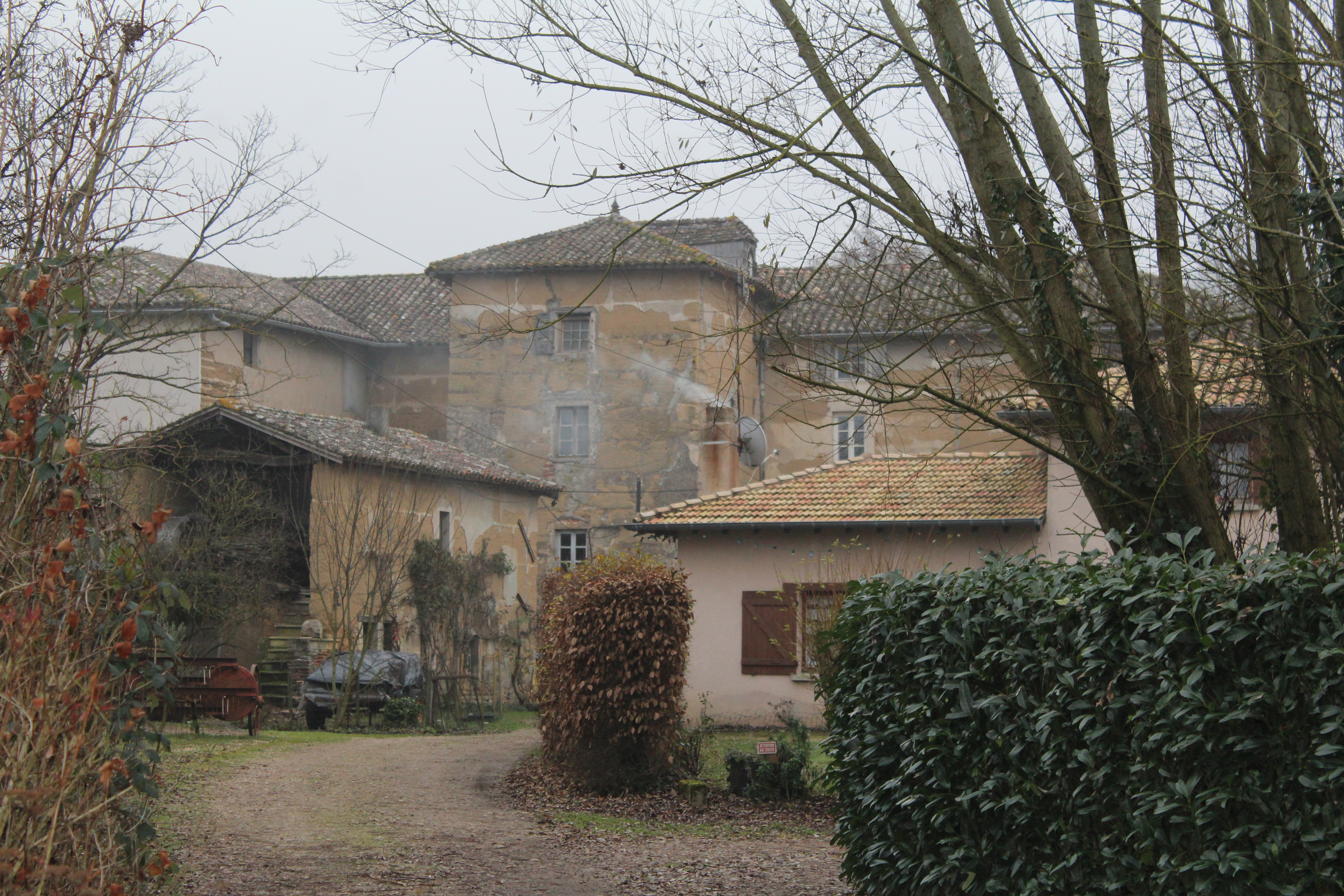
Ehemalige Wassermühle Tallard
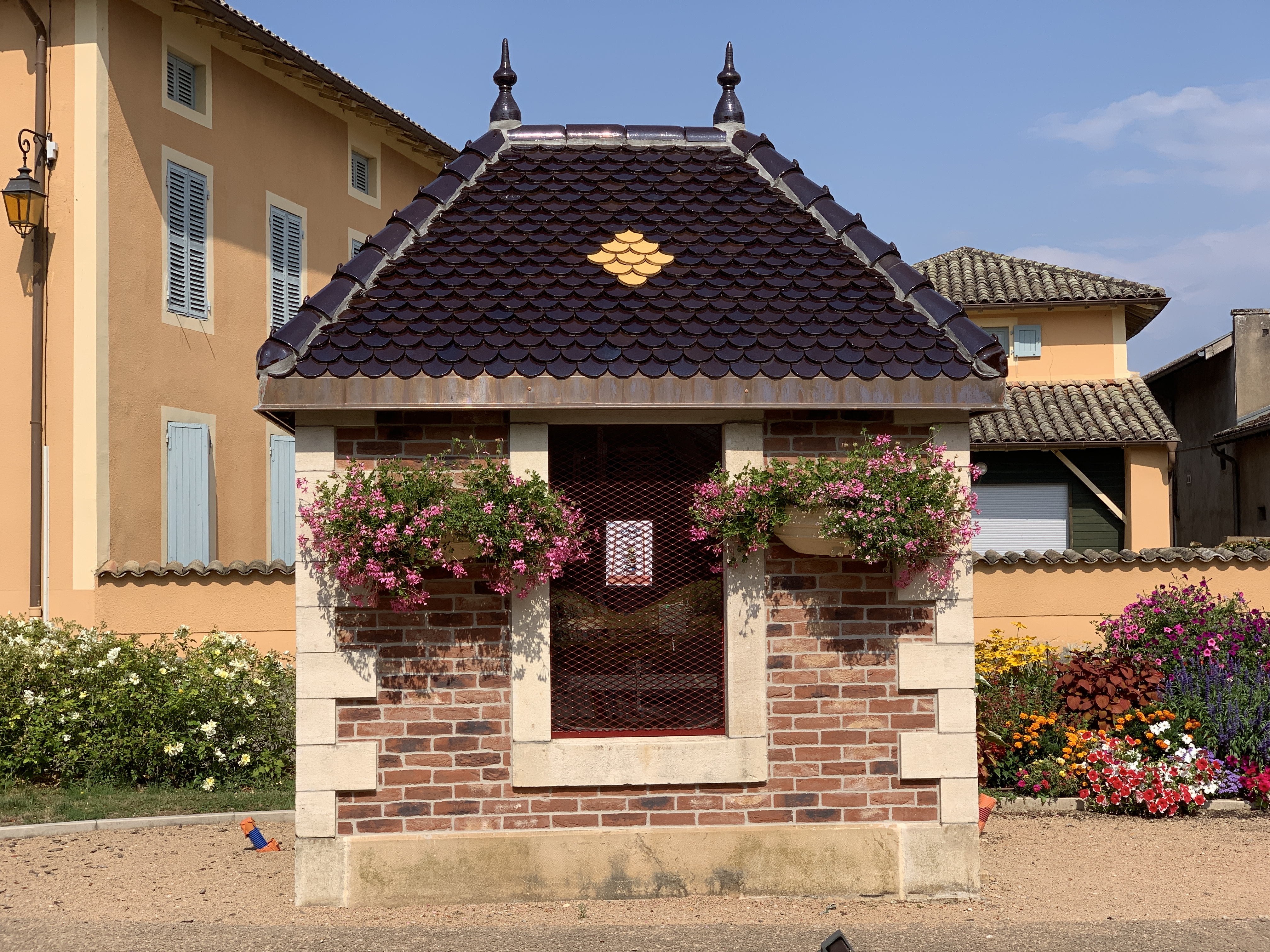
Ehemalige öffentliche Waage
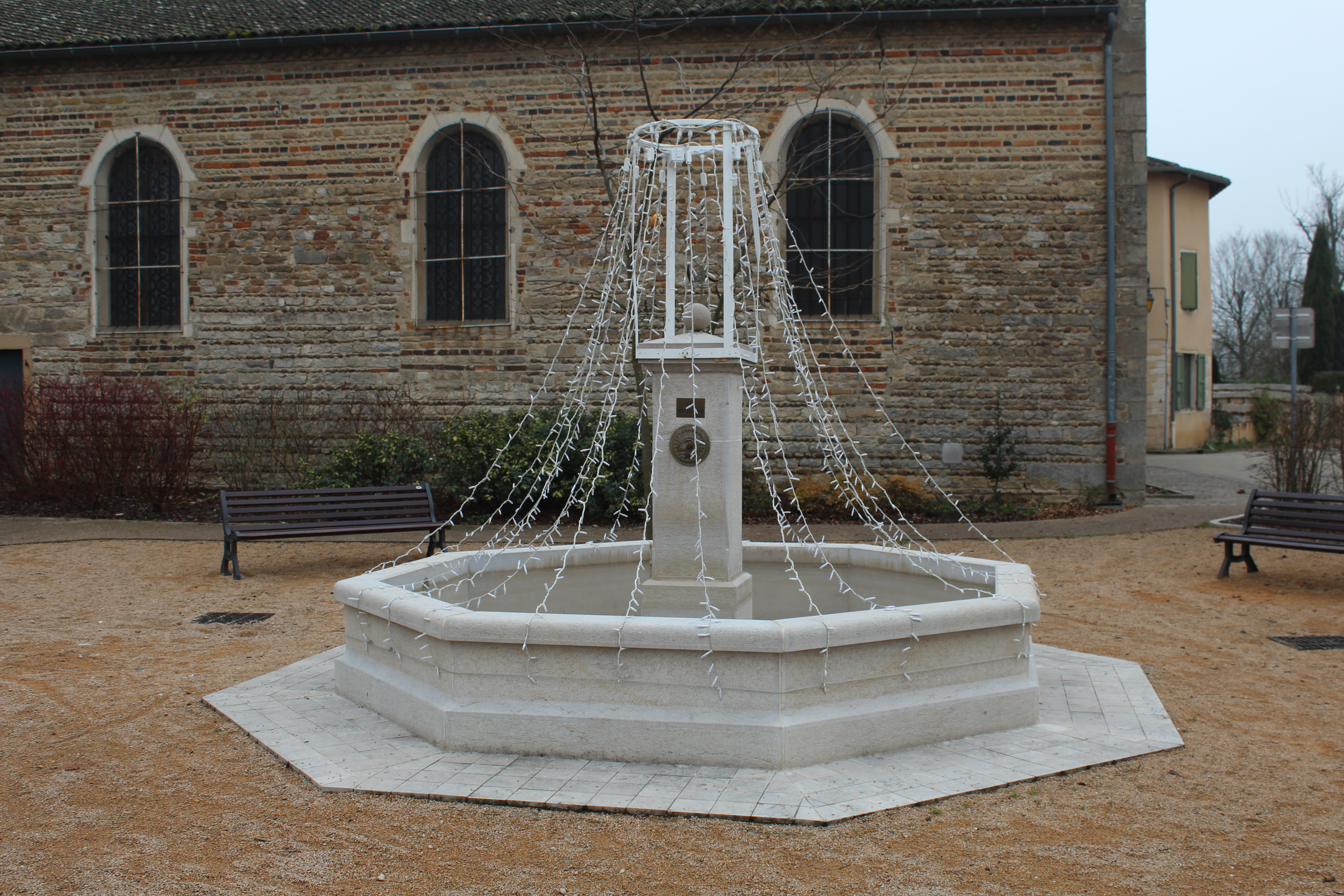
Brunnen an der Place Combattants
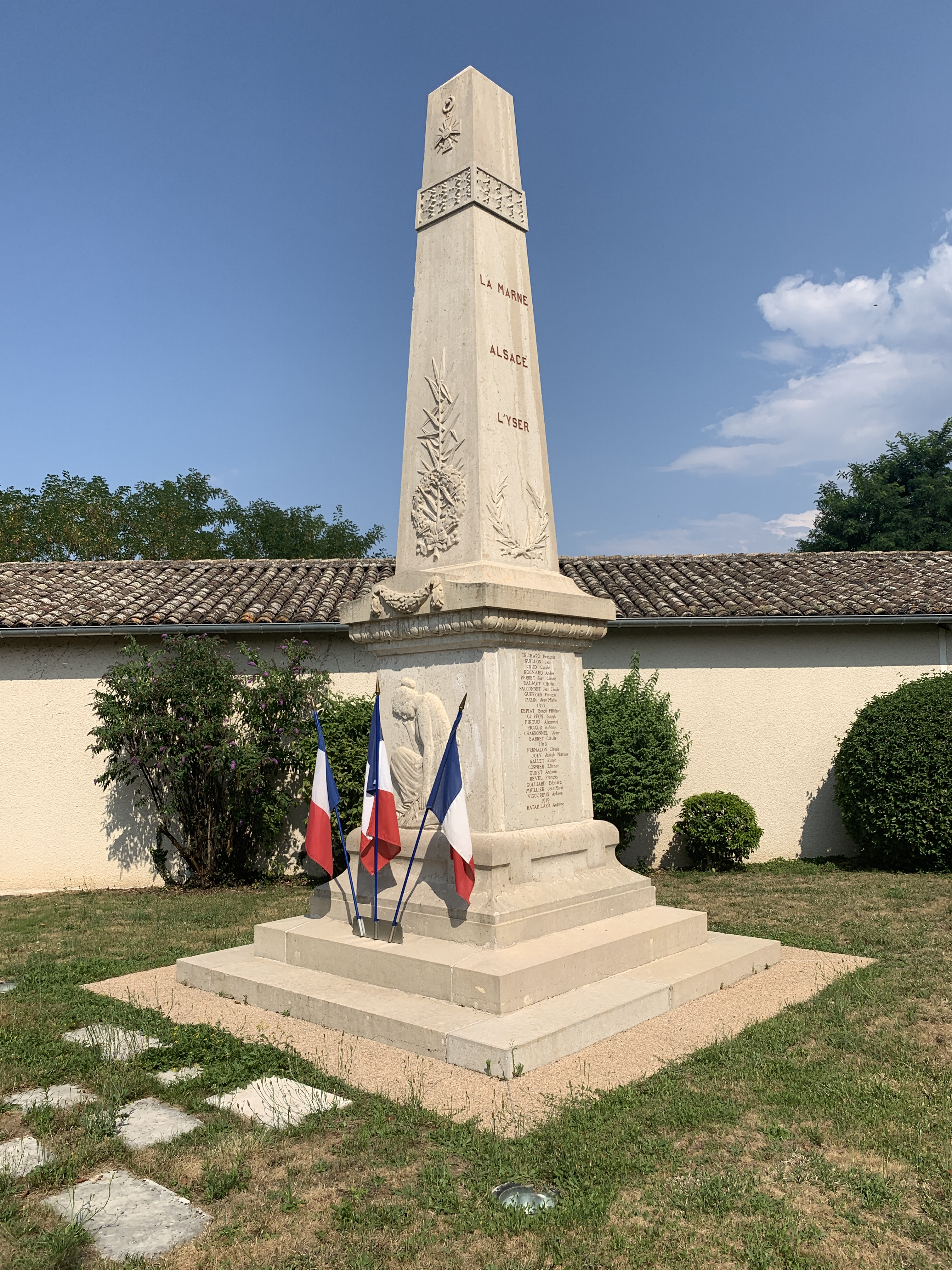
Gefallenendenkmal